# Anampses meleagrides
Anampses meleagrides là một loài cá biển thuộc chi Anampses trong họ Cá bàng chài. Loài này được mô tả lần đầu tiên vào năm 1840.

## Từ nguyên
Hậu tố [o]ides trong từ định danh của loài trong tiếng Latinh có nghĩa là "có hình dạng của", còn meleagris có nghĩa là "gà Phi", hàm ý đề cập đến các đốm tròn màu trắng trên cơ thể của chúng như đốm của họ Gà Phi.

## Phạm vi phân bố và môi trường sống
Từ Biển Đỏ và vùng biển phía nam bán đảo Ả Rập, A. meleagrides được ghi nhận dọc theo vùng biển Đông Phi và trải dài đến Nam Phi, bao gồm Madagascar và hầu hết các đảo quốc trên Ấn Độ Dương, cũng như vùng biển phía nam Ấn Độ và Tây Úc.
Ở Tây Thái Bình Dương, từ biển Andaman, phạm vi của A. meleagrides trải dài đến vùng biển một số nước Đông Nam Á và mở rộng đến nhiều đảo quốc, quần đảo thuộc châu Đại Dương ở phía đông, xa nhất là đến Tuamotu, ngược lên phía bắc đến vùng biển phía nam Nhật Bản, giới hạn phía nam đến rạn san hô Great Barrier.
Môi trường sống của A. meleagrides là các rạn san hô trên nền đáy cát, đá vôi có lẫn san hô vụn, cũng được nhìn thấy gần các rạn san hô mềm và bọt biển, độ sâu đến ít nhất là 60 m.

## Mô tả
A. meleagrides có chiều dài cơ thể tối đa được biết đến là 22 cm. Cá cái có màu nâu sẫm, vảy có những đốm tròn màu trắng tạo thành các hàng ngang dọc theo chiều dài cơ thể. Đốm trắng cũng xuất hiện trên đầu, vây lưng và vây hậu môn. Vây đuôi màu vàng tươi. Cá con có kiểu hình như cá cái nhưng có hai đốm tròn màu xanh lam viền vàng ở sau vây lưng và vây hậu môn. Cá đực màu nâu đỏ sẫm với các vệt sọc màu xanh lục nguệch ngoạc trên đầu. Đốm trắng trên cơ thể chuyển thành các đốm màu lục và lan rộng sang vây đuôi. Vây đuôi màu cam sẫm với một dải hình bán nguyệt màu trắng ở rìa sau. Vây lưng và vây hậu môn có viền màu xanh óng.
A. meleagrides cái có kiểu hình rất giống với loài Anampses melanurus, nhưng vây đuôi của A. melanurus có một vùng màu đen ở nửa sau.
Số gai ở vây lưng: 9; Số tia vây ở vây lưng: 12; Số gai ở vây hậu môn: 3; Số tia vây ở vây hậu môn: 12; Số tia vây ở vây ngực: 13; Số vảy đường bên: 26; Số lược mang: 18–20.

## Sinh thái học
Thức ăn của A. meleagrides chủ yếu là những loài thủy sinh không xương sống. A. meleagrides thường được đánh bắt trong ngành buôn bán cá cảnh, và ở một số khu vực, loài này được xem là một nguồn thực phẩm.